# Xã Middlefield, Quận Buchanan, Iowa
Xã Middlefield (tiếng Anh: Middlefield Township) là một xã thuộc quận Buchanan, tiểu bang Iowa, Hoa Kỳ. Năm 2010, dân số của xã này là 264 người.